# پارک ملی و پناهگاه حیات وحش کلاه‌قاضی
پارک ملی و پناهگاه حیات وحش کلاه‌قاضی یک پارک ملی و پناهگاه حیات وحش در استان اصفهان است و مساحت آن در حدود ۴۷٬۱۴۲ هکتار است. پناهگاه حیات وحش کلاه‌قاضی با مساحت ۳۶۱۵ هکتار طبق مصوبهٔ شمارهٔ ۵۹۹ در تاریخ ۱۳۸۴/۲/۱۴ و پارک ملی کلاه‌قاضی با مساحت ۴۷۱۶۸ هکتار طبق مصوبهٔ شمارهٔ ۵۱۸ در تاریخ ۱۳۸۶/۱۱/۱۲ در فهرست مناطق تحت حفاظت سازمان محیط زیست ایران قرار گرفتند. این زیستگاه از تنوع پوشش گیاهی و زیست‌جانوری برخوردار است. در داخل پارک ملی و پناهگاه حیات وحش کلاه قاضی هیچ‌گونه سکونتگاه انسانی وجود ندارد اما فاصلهٔ بسیار کمی با محدوده‌های شهری و روستایی دارد. این پارک شامل رشته کوه کلاه‌قاضی و کوه شیدان است.

## تاریخچه حفاظت
این منطقه شکارگاه سلطنتی از زمان صفویه و بعد از آن به خصوص در زمان قاجاریه و حکومت ظل السلطان بر اصفهان بوده که در سال ۱۳۴۶ از سوی شورای عالی شکاربانی و نظارت بر صید محدودهٔ کنونی کلاه‌قاضی تا کوه صفه در جنوب غرب اصفهان به عنوان منطقهٔ قرق اعلام شد. در سال ۱۳۴۸ منطقه به دو قسمت پارک وحش و منطقهٔ حفاظت شده تقسیم شد. در ۱۳۵۴ سطح حفاظتی قسمت پارک حیات وحش به پناهگاه حیات وحش تنزل پیدا کرد. در سال ۱۳۶۹ قسمت حفاظت شده به عنوان منطقهٔ آزاد اعلام شد. در سال ۱۳۷۴، ۴۷٬۱۸۴ هکتار به پارک ملی و ۳٬۲۲۷ هکتار باقی ماندن به عنوان پناهگاه حیات وحش طی مصوبهٔ شورای عالی حفاظت محیط‌زیست ارتقاء پیدا کرد. سرانجام طی مصوبهٔ شمارهٔ ۲۹۴ شورای عالی محیط زیست مورخ ۱۲ بهمن ۱۳۷۶ به عنوان پارک ملی معرفی گردید.
پارک ملی کلاه قاضی به موجب شرایط خاص از دیرباز زیستگاه وحوش بوده و دارای قدمت تاریخی زیادی است. چنان‌که در تاریخ آمده است از زمان شاه عباس صفوی و بعد از آن به خصوص در دورهٔ قاجاریان این کوه‌ها از شکارگاه‌های مخصوص این سلاطین محسوب می‌شده است. در اواخر قرن نوزدهم ظل السلطان پسر ارشد ناصرالدین شاه که سال‌های متمادی حاکم اصفهان بوده در کتاب خود از کلاه‌قاضی و شاهکوه به عنوان شکارگاه‌های غنی و زیبا یاد کرده است.

## ریشه‌یابی نام
نام کلاه قاضی را به خاطر شکل عجیب بلندترین قله این منطقه بر آن گذاشته‌اند. دو صخرهٔ سنگی بزرگ با شیبی تند قله این کوه را تشکیل می‌دهد و نمای آن‌ها از دور به کلاهی شباهت دارد که قاضیان قدیم بر سر می‌گذاشته‌اند.

## جغرافیا
این پارک در ۳۶ کیلومتری جنوب شرقی شهر، پارک ملی کلاه‌قاضی ۴۷٬۲۶۲ هکتار و مساحت پناهگاه حیات وحش کلاه قاضی ۳٬۵۷۴ هکتار می‌باشد. الکی
این منطقه متشکل از دو رشته‌کوه به همراه دشت‌های بین آن‌هاست؛ رشته‌کوه جنوبی کلاه‌قاضی و رشته‌کوه شمالی شیدان نام دارد. ما در جغرافیا بودیم

## حیات وحش
پارک ملی و پناهگاه حیات وحش کلاه‌قاضی زیستگاه گونه‌های مختلفی از گیاهان، پستانداران، پرندگان و خزندگان می‌باشد که برخی از آن‌ها بسیار با ارزش می‌باشند و تعدادی نیز در معرض خطر انقراض بوده و تحت حفاظت و حمایت شدید می‌باشند.
در سال‌های ابتدایی دههٔ هفتاد جمعیت ممد کلاه قاضی حدود ۱۵ قلاده تخمین زده می‌شد. جزیره‌ای شدن زیستگاه و محاصرهٔ پارک ملی کلاه‌قاضی توسط شهرک‌های مسکونی و پادگان نظامی و شهرک‌های صنعتی و گرفتن فضای حیاتی از ممد، همچنین شکارگاه و بیگاه ممد توسط شکارچیان غیرمجاز، تعداد ممد را در پارک ملی کلاه‌قاضی به زیر ۵ قلاده در ابتدای دههٔ ۸۰ رساند.
گونهٔ فرد و زوج سم غالب در منطقهٔ کل و بز وحشی می‌باشد و گونهٔ بعدی آهوی ایرانی است. بر اساس سرشماری سال ۱۳۹۰ در زیستگاه کلاه‌قاضی، حدود ۱٬۵۵۱ راس آهوی ایرانی، ۱٬۸۶۲ راس کل و بز و ۵۸ راس قوچ و میش زیست می‌کردند.

### پوشش گیاهی
تاکنون تعداد ۲۵۲ گونهٔ گیاهی متعلق به ۱۹۲ جنس و ۴۶ خانواده ثبت شده است. انواع مختلفی از گیاهان بوته‌ای از جمله درمنه، گل گندم، شقایق وحشی، آویشن، لاله وحشی، اسپند، خارشتر و درختان و درختچه‌ها مانند تنگرس، بادام کوهی، انجیر و بنه همچنین تعدادی از گیاهان دارویی از جمله چوبک، قدومه، همیشه بهار، ریواس، خاکشیر، گل گاوزبان، شنگ، کاسنی، سمی در این پارک می‌رویند. درمنه دشتی و آنقوزه از گونه‌های در حال انقراض منطقه می‌باشند.

### جانوری
تاکنون ۱۷ گونه پستاندار، ۴۴ گونه پرنده، ۱۱ گونه خزنده و یک گونه دوزیست در پارک ملی کلاه‌قاضی شناسایی و ثبت گردیده است.
کل و بز، قوچ و میش اصفهانی، آهو، پلنگ ایرانی، گربه وحشی، سیاه‌گوش، گرگ، کفتار راه راه، روباه معمولی، شغال، خرگوش، تشی، دوپای کوچک، جربیل بزرگ، جرد ایرانی، هامستر خاکستری، هامستر دم‌دراز، پامسواکی بزرگ و انواع موش از جمله پستانداران شناسایی شده در این پارک ملی است.
عقاب طلایی، شاهین، سارگپه معمولی، سارگپه پابلند، کرکس کوچک، دلیجه، کبک، تیهو، هوبره، کوکر شکم‌سیاه، قمری معمولی، کوکو، جغد کوچک، شبگرد معمولی، بادخورک کوهی، چکاوک بیابانی، چکاوک کاکلی، چکاوک آسمانی، چلچله بیابانی، چلچله کوهی، چلچله دمگاه‌سفید، پرستوی دمگاه‌قرمز، پرستوی خانگی، دم جنبانک ابلق، سنگ چشم خاکستری کوچک، سنگ چشم دم سرخ، سسک جنبان، طرقه بنفش، چکچک بیابانی، چکچک گوش سیاه، چکچک دشتی، چکچک سرسیاه، چکچک ابلق، چکچک دم سرخ، کمرکلی کوچک، سهره صورتی، گنجشک خانگی، پری شاهرخ، زاغ نوک سرخ، غراب، زاغی، کلاغ سیاه، کلاغ ابلق، مگس گیر خالدار، کبوتر چاهی و باقرقره از جمله پرندگان شناسایی شده در این پارک ملی است.
لاک‌پشت مهمیزدار، مار جعفری، افعی شاخدار، مارقیطانی تیرمار، مار پلنگی، بزمجه بیابانی خزری، آگامای پولک درشت صخره‌ای، آگامای چابک، آگامای وزغی خاکستری، مزالینای دم دراز بیابانی، جکوی دم زبر و جکوی دم کند از جمله خزندگان شناسایی شده در این پارک ملی است.
وزغ سبز عربی تنها دوزیست شناسایی شده در این پارک ملی است.

## آسیب‌ها
جانورانِ این محدوده به دلیلِ داشتنِ جذابیت از سوی شکارچیان غیرمجاز در خطر شکار غیراصولی و نابودی گونه‌های در معرض انقراض و کم‌جمعیت هستند. کم‌آبی و بحران آبِ منطقه موجبِ عدم رویش سبزینهٔ کافی برای مصرف گیاه‌خواران و در نتیجه کمی شکار زنده برای گوشتخواران پارک است.